# Total Eclipse (banda)
Total Eclipse é uma banda de psytrance e Goa trance formada originalmente em 1992, na França. Suas músicas apareceram pela primeira vez em várias compilações em 1993, e em 1994 eles tiveram alguns singles com Dragonfly Records e TIP Records. Seu primeiro álbum "Delta Aquarids"  e o CD duplo "Violent Relaxation" foram lançadas em 1995 e 1996, respectivamente, ambos pela Blue Room Released.

## Discografia
- Delta Aquarids (1995, Blue Room Released)
- Violent Relaxation (1996, Blue Room Released)
- Access Denied (1999, Blue Room Released)
- Violent Relaxation (2003, Avatar Records, Re-Release in Israel)
- Update Files (2004, Arcadia Music)